# 大怪路子
大怪路子（上海话拼音：dhagualhuzi，发音：[dᴀ̀kuᴀ̋lūtsɿ᷆]）是一种流行于上海地区的扑克牌游戏，由6人参加，使用3副牌。
大怪路子名字的由来不确定。但有一种说法认为，「路子」指的是打牌出牌的数量只有4种。而头家在最后一手牌的情况下，手中留6张牌，为一张「大怪」和5张一起出的牌，当牌面上出到单张时，大怪出手便无人再能压制，于是5张牌最后出手，因而这种牌路也叫“大怪路子”。
由大怪路子发展出去，同样的规则下，4人玩2副牌，也称之为中怪路子。

## 玩法

### 人数
6人，3人为一队，不同队伍队员座位围桌交叉。

### 胜利规则
每轮由一个队伍坐庄，坐庄的队伍有自己的庄牌，也叫将牌。庄牌的点数随着队伍的胜利而升高（类似升级），到比赛结束庄牌点数高的队伍获胜（也可以规定首先到达规定庄牌点数的队伍获胜）。
一轮中，首先出完牌的人叫头家。下一轮由头家的队伍坐庄，且由头家率先出牌。

### 庄牌点数升级规则
一轮中，当一队人员全部出完牌，另一队剩下的人叫输家。如果输家和头家是一队，则双方庄牌点数不变，由头家一队下一轮坐庄。如果输家和头家不是一队，则输家的人数决定头家队庄牌升级的点数。输家的人数即为头家队庄牌的升级点数。若庄家易队，则需要减去一格点数。举例：
1. 头家既本轮庄家，输家为对方队2人，则头家队庄牌点数升2
2. 头家非本轮庄家，输家为对方队2人，则头家队庄牌点数升1
3. 头家非本轮庄家，输家为对方队1人，则头家队庄牌点数不变

### 出牌方式
牌数大小按照数字依次排序：2、3、4、5、6、7、8、9、10、J、Q、K、A。每轮都会有一张将牌（庄牌），将牌大于其他的牌，但小于怪。例如，以2为将，那么牌的大小次序为：3、4……10、J、Q、K、A、2、小怪、大怪。
大怪路子有4种牌路：1路，2路，3路，和5路。
- 1路：又称为单张，依次按照点数大小，点数大的单张可以接在点数小的单张后出，其他数量的牌不能接着出。
- 2路：又称为对，必须两张同样点数的牌一起出，不分花色。只有点数大的对能压制点数小的对，其他数量的牌不能接着出。
- 3路：必须三张同样点数的牌一起出，不分花色。只有点数大的3张能压制点数小的3张，其他数量的牌不能接着出。
- 5路：5路牌的出发比较复杂，首先需要分等级，高等级的牌可以压制低等级的牌。等级从小到大依次为：
  - 顺子：非同一花色的5张连续牌，点数高的顺子压制点数低的顺子（同点数不同花色的顺子不能互相压制）
  - 同花: 也称为“烂同花”，是同一花色的不连续的5张牌，同花的大小根据最大牌的点数决定
  - 葫芦：也称为“三带二”，由3张同点数的牌，带2张另外点数的牌，大小根据3张牌的点数决定
  - 炸弹：也称为“拖”、“四带一”，由4张同点数的牌，带1张另外点数的牌，大小根据4张牌的点数决定
  - 同花顺：相同花色的顺子，大小由最大牌的点数决定
  - 5根：由5个同样点数的牌组成，大小根据点数决定
  - 如果某组5路牌同时满足上述两种情况，则必须当作最大的那一种，例如葫芦44433不能当作同花使用。

### 怪的用法
怪有2种用法，除了本身具备点数大小之外，怪能充当任意一张牌，所以又称为“百搭”。唯一的例外是小怪不能作为大怪使用。
当将怪作为百搭配合其他牌打出时，一般应说明怪当作何花色何点数的牌使用。如不加说明，则默认为能使这手打出的牌最大的花色与点数。
一张大怪加一张小怪本身无法构成对子。但是由于大怪的百搭特性，可以将大怪作为小怪使用，从而构成“一对小怪”。注意小怪不能作为大怪使用，所以一张大怪加一张小怪无法构成“一对大怪”。三张或更多张怪时同理，因此可以推理出1路、2路、3路、5路的理论最大牌分别为：一张大怪、一对大怪、三张大怪、“五张小怪”（牌面为三张小怪两张大怪或两张小怪三张大怪）。

### 关于问牌的规定
只有轮到出牌时且手中有牌能压过上一手牌,才能问上手牌出牌方的牌数。拿到出牌权时能问己方玩家牌数。关于报牌的规定：
- 被问时手中牌超过10张答"不报"（自报牌数等回答带提示性视为违规）
- 少于10张报张数（不能答XX路子）